# Porcellio hirtipes
Porcellio hirtipes is een pissebed uit de familie Porcellionidae. De wetenschappelijke naam van de soort is voor het eerst geldig gepubliceerd in 1904 door Dollfus.